# Kaszpi tigris
A kaszpi tigrist (korábban Panthera tigris virgata) a tigris egyik alfajának vélték, de a mitokondriális DNS vizsgálatok után, amit 2009-ben végeztek el, azonosnak tekintik a szibériai tigrissel.
A kaszpi tigris a szibériai tigris legnyugatibb állományát képezte. Az állat megtalálható volt Iránban, Irakban, Afganisztánban, Törökországban, Mongóliában, Kazahsztánban, a Kaukázusban, Tádzsikisztánban, Türkmenisztánban és Üzbegisztánban. A kaszpi tigris 1970-re már kipusztult, de egyesek azt állítják, hogy még láttak ilyen állatot.

## Megjelenése

### Mérete
A kaszpi tigris mérete és tömege kisebb, mint a szibériai tigrisé. Turkesztánban a hím tigrisek hossza 270–295 centiméter, tömege 170–240 kilogramm volt. A nőstények mérete kisebb, 240–260 centiméter között van, tömegük 85–135 kilogramm. A nőstény tigris általában véve jóval kisebb volt, mint a hím. A hímek leghosszabb koponyája 29,7-36,58 centiméter, míg a nőstényeké 19,57-25,55 centiméter volt. Habár a turkesztáni tigrisek nem érték el a szibériai tigrisek méreteit, beszámolások vannak hatalmas példányokról, amelyek ehhez az állományhoz tartoztak. 1954. január 10-én, a Kopet-dag-i Sumbarban lelőtt tigris koponyahossza 38,5 centiméter volt, ez jóval felülmúlja a többi kaszpi tigris koponyahosszát, sőt a legtöbb szibériai tigrisnél is hosszabb egy kicsit, bár Mandzsúriában voltak tigrisek, amelyeknek 40,6 centiméteres koponyahosszuk volt.

### Bundája
Az állatok bundájának a színe helytől függően változó, de általában véve, a szibériai tigris bundájánál is világosabb. A csíkok szűkebbek, közelibbek egymáshoz és telítettebbek, mint a keleti állományoknál. A csíkok színe a barna és fahéj keverékének néztek ki. Tiszta fekete csak a fejen, nyakán, a hát közepén és a farok végén volt. A faroktői foltok kevésbé láthatók, mint a keleti állományoknál. A nyári és téli bunda között szembetűnő volt a különbség, de nem olyan nagyon, mint a mai keletieknél (szibériai tigris). A téli bunda világosabb, a csíkok kissé elmosódnak. A nyári bunda sűrűsége és hossza hasonló volt a bengáli tigrisére, bár a csíkok szűkebbek, hosszabbak és egymáshoz közelebb helyezkedtek el, mint a trópusi rokonnál.

## Genetikai vizsgálata

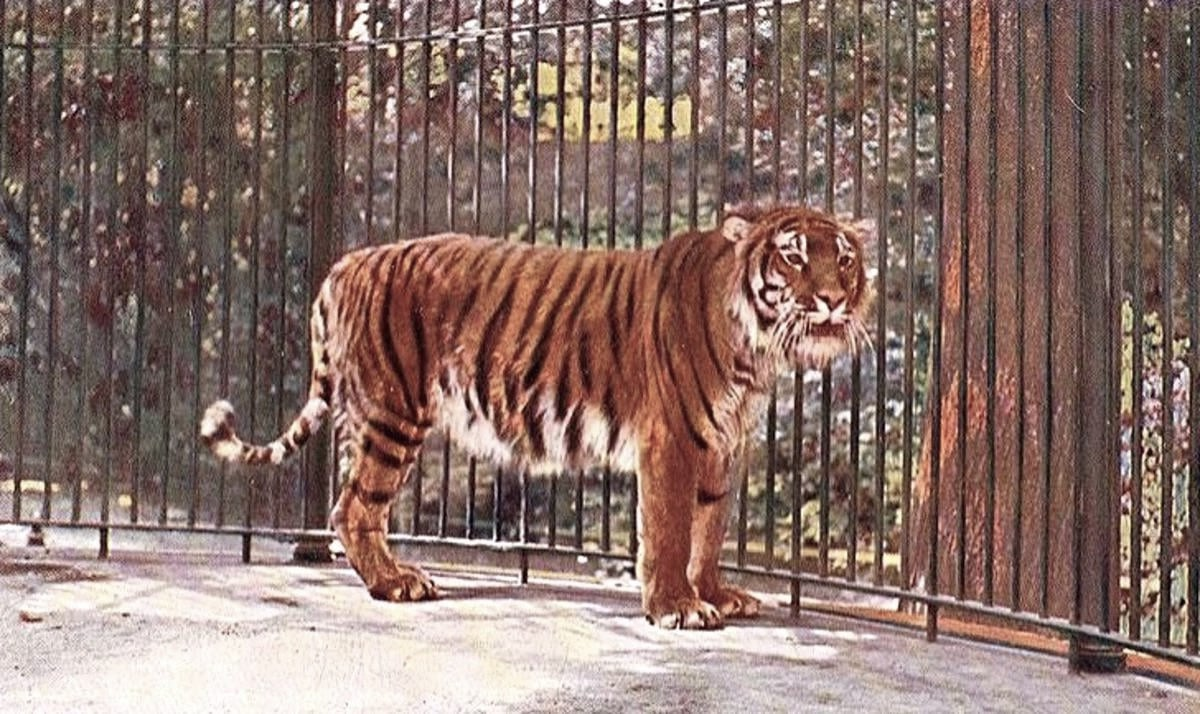
Mesterségesen megszínezett archív kép a kaszpi tigrisről

A legújabb genetikai vizsgálatok szerint a kaszpi tigris tovább él a szibériai tigrisben. Az Egyesült Királyságban, az Oxfordi Egyetemhez tartozó kutatók 20 kaszpi tigrisből gyűjtöttek szövetet; ezeket az eurázsiai múzeumokból szedték össze. Ezután a marylandi Frederick városban levő U.S. National Cancer Institute-hoz (NCI) tartozó fajgazdagságot tanulmányozó laboratórium, öt mitokondriális részt vizsgált át. A kaszpi tigris mitokondriális DNS-e csak egy genetikai kód betűjében vagyis egy nukleotidban mutat eltérést a szibériai tigris DNS-étől, míg a többi tigris alfajtól szemmel láthatóan különböző. Ez azt mutatja, hogy a kaszpi tigris és a szibériai tigris tulajdonképpen azonos. A tudósok arra a következtetésre jutottak, hogy a két állomány ugyanabból az északra vándorolt ősből származnak. Az „ős” Közép-Ázsiába, a Gansu-folyosóba (a selyemút egy része) telepedett le. A tudósok szerint az 1900-as évek elején a két állomány még keveredhetett egymással, aztán a vadászok elkülönítették őket két csoportba. Így az északi tigrisek két állományra szakadtak: egyik lett a szibériai tigris, míg a másik a kaszpi tigris. Mivel csak a múlt században váltak szét, nem alakultak át külön-külön alfajokká.

## Életmódja

### Élőhelye
A Transzkaukázus délkeleti részén a kaszpi tigris Talysh-síkság erdős vidékeit uralta, itt találhatók folyók, nádasok és lagúnák. Türkmenisztánban, Üzbegisztánban és Tádzsikisztánban a tigris a folyók és tavak medencéit kedvelte, ahol sűrű nádasok, sásosok vagy lombhullató erdők (nyárfa, ezüstfa, fűzfa) vannak. Az állatot néha a magas hegyekben is megtalálták, nyáron, Kazahsztánban és Kirgizisztánban a hóhatárig is felhúzódott. Kirgizisztánban, Trans-Ili-ban és Dzhunarsk Alatau-ban tigrisekre vadásztak borókásokban és jegenyefenyvesekben is, 2500-3000 méter magasságban a tengerszint fölött. A kaszpi tigris ott élt jól, ahol bőven voltak vaddisznók és afgán-gímszarvasok (a gímszarvas egyik alfaja), nagy, természetes itatóhelyek, sűrű cserjések és alacsony hótakarók.

### Tápláléka
A Transzkaukázus délkeleti részén az állat főleg vaddisznókra vadászott, de néha őzeket és gímszarvasokat is elejtett, télen még kutyákat és szarvasmarhákat is zsákmányolt. Az Irán területén élő tigriseknek is ez volt az étrendjük, csakhogy ők kiegészítették gazellákkal. Türkmenisztánban, Üzbegisztánban és Kazahsztánban a vaddisznó és az afgán-gímszarvas volt a fő fogás. Az Alsó-Amu-Darya folyó mentén a tigrisek néha sakálokat, mocsári macskákat és sáskákat is fogtak. Kazahsztánban az Aral-tó körül és Zhana-Darya-ban a vaddisznók mellett, a kaszpi tigris szajgákra, golyvás gazellákra, vadlovakra, ázsiai vadszamarakra és muflonokra is vadászott. Tádzsikisztánban, Kazahsztánban és Közép-Ázsia más részein a tigris gyakran kutyákra és lovakra, ritkábban tevékre is rátámadott. A Bajkál-tó környékén a kaszpi tigris táplálékát a vaddisznók, az őzek, az iszubraszarvasok (az amerikai vapiti egyik kelet-ázsiai alfaja), jávorszarvasok és háziállatok képezték. Mint a szibériai tigris, a kaszpi tigris is ritkán vált emberevővé, eltérően a bengáli tigristől, amely gyakrabban vadászik reánk.

## Története és kihalása
A 19. századig a kaszpi tigris még nagy területeket uralt Ázsia nyugati és középső részein. Az 1800-as évek közepén Kazahsztánban és Oroszországban még lehetett vadászni erre a tigrisre. Kazahsztánban, Atbasartól 180 kilométerre északkeletre és Oroszországban Barnaul mellett (Ognev 1935, Mazák 1981). Az egyetlen Irakban feljegyzett kaszpi tigrist Moszul mellett ölték meg, 1899-ben (Kock 1990). Ugyanebben az évben az utolsó Lop Nur-medencei (Hszincsiang-Ujgur Autonóm Terület) kaszpi tigrist is megölték (Ognev 1935). Az 1920-as évekig a kaszpi tigris teljesen kihalt a Tarim-medencéből (Nowell & Jackson 1996). 1922-ben az utolsó kaukázusi példányt Grúzia fővárosa Tbiliszi közelében lelőtték, mivel háziállatokra támadott (Ognev 1935). Az Ili-folyó környékén (Kazahsztán, Balkas-tó térsége), amely az utolsó menedékhelye volt a kaszpi tigrisnek, 1948-ban jegyezték fel az utolsó helybéli példányt (Nowell & Jackson 1996).
Az orosz kormány nagy erőfeszítéseket tett, hogy kiirtsa a kaszpi tigrist területéről, mivel a 20. század elején hatalmas területeket kívánt „megszelídíteni”. A kormány szerint nem volt hely a tigriseknek ebben a programban, emiatt parancsot adott az orosz hadseregnek, hogy ahány tigrist talál a Kaszpi-tenger környékén, mind irtsa ki; a hadsereg „jó” munkát végzett. Ami után a környéken a tigrist teljesen kiirtották, a parasztok erdőket vágtak ki, és helyükbe kultúrnövényeket ültettek, mint amilyenek a rizs és a gyapot. A nagyméretű vadászat és erdőirtás miatt a tigrisek először a sűrű cserjés alföldekről az erdőkbe, ezután a mocsarak köré és néhány nagyobb folyó környékére, végül a magas hegyekbe húzódtak vissza; valószínűleg itt ki is haltak. 1938-ban, létrehozták a Tigrovaya Balka rezervátumot Tádzsikisztán területén, hogy megmentsék a mocsaras erdőket és a ritka állatokat, köztük a kaszpi tigrist is, de ez már nem segített a kihaló félben levő fajnak. Az utolsó állatok itt éltek a Szovjetunió idején. A Tigrovaya Balka rezervátum Vakhsh-folyó alsó szakaszán helyezkedik el, határait a Piandj-folyó és Kafirnighan-folyó képezi, az afgán határ mellett. 1958-ban itt is kihalt az utolsó példány.

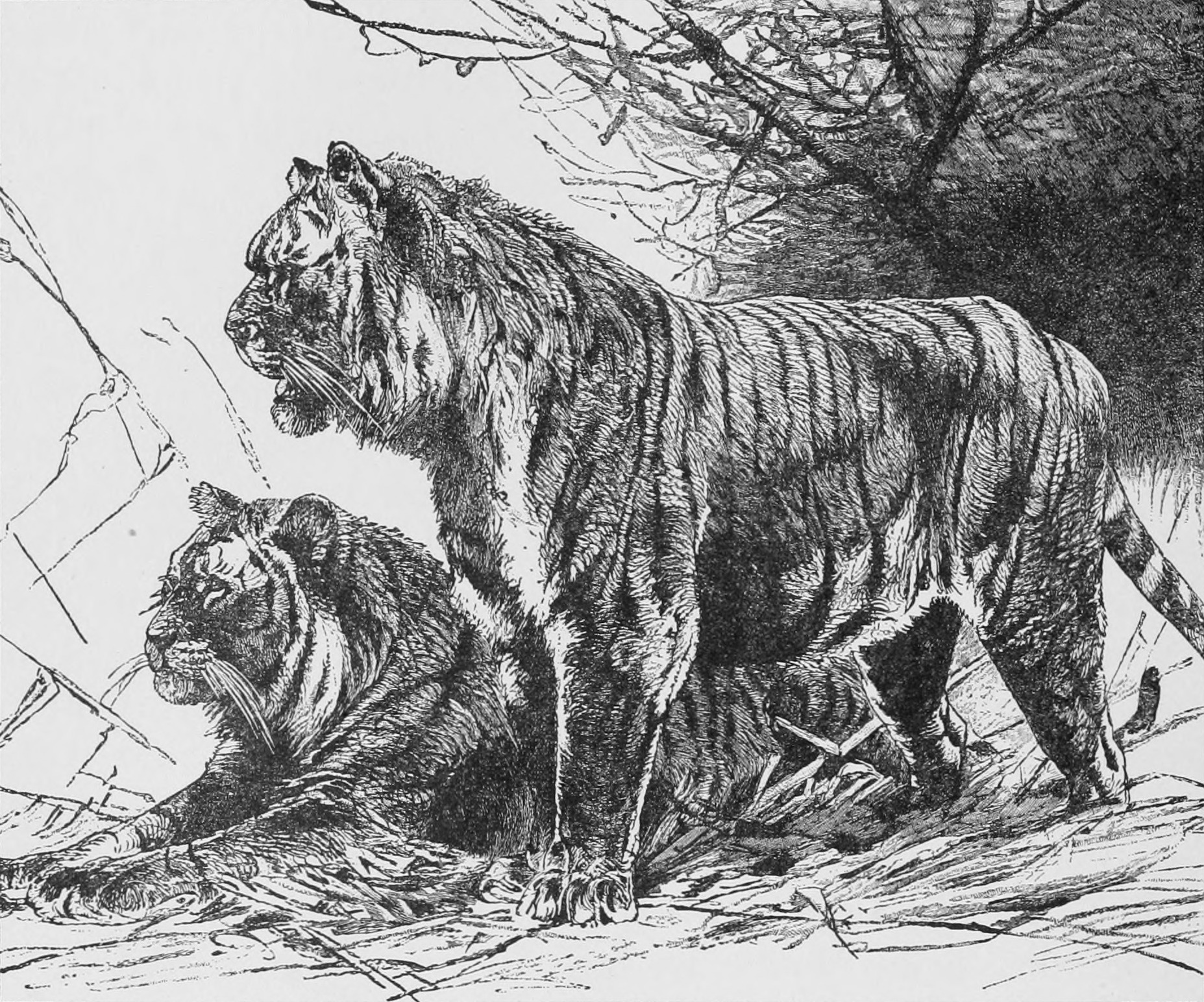
Rajz két kaszpi tigrisről

Egyes beszámolók szerint az utolsó kaszpi tigrist az iráni Gulisztán tartomány rezervátumában vagy Észak-Iránban lőtték le, 1959-ben (Vuosalo 1976). Míg más beszámolók szerint a kínai példányok az 1960-as évekig a Tien-san-hegységben, Ürümcsitől (Hszincsiang-Ujgur Autonóm Terület fővárosa) nyugatra a Manas-folyó medencéjében még léteztek tigrisek. (Nowell & Jackson 1996) Egyesek azt állítják, hogy láttak kaszpi tigrist az Aral-tó melletti Amu Darya-folyó közelében 1968-ban, de ez még nincs bebizonyítva. A türkmén-üzbég-afgán határon az 1970-es évek elejétől több állatot nem vettek észre (Heptner and Sludskii 1972). (Nowell & Jackson 1996) Egy irat van arról miszerint Törökországban, Uluderenél 1970-ben kaszpi tigrist lőttek (Üstay 1990; Can 2004). Míg másik beszámoló szerint 1997-ben Északkelet-Afganisztánban fogták és ölték meg az utolsó példányt.
A legtöbbször az 1950-es évek második felét tekintik a kaszpi tigris kihalási idejének, de ezt nem támasztja alá tudományos kutatás. Ezt a dátumot azóta fogadják el, amióta H. Ziaie az "A Field Guide to the Mammals of Iran" című könyvét kiadta. Manapság a kutatások miatt a kihalási dátum korábbra is tehető. Az utolsó iráni tigris állomány a Mazandaran térségben élt, ez Észak-Irán része. E. Firouz szerint az “A Guide to the Fauna of Iran, 1999” című könyvében az utolsó tigrist 1947-ben ölték meg, ez Agh-Ghomish falutól 10 kilométerre keletre történt, Kalalehnél, Minoodasht-Bojnoord felé vezető úton. A kaszpi tigris pontos kihalási dátuma még nem ismert.
Mindegyik tudományos szervezet egyet ért abban, hogy a kaszpi tigris, mint önálló állomány teljesen eltűnt a Föld felszínéről. A valós beszámolók szerint és a tudományos kutatások következtében Hepter and Slutskiy, 1972) elfogadott, hogy 1900 és 1968 között 9 tigrist öltek meg a Kopet-dag hegységben. A tudósok szerint (Dement'yev and Rustamov) az utolsó tigrist 1954. január 10-én, a Kone-Kosir környékén, Sumbar-folyó völgyében (Kopet-dag hegységben) lőtték le.